# Yun Suk-young
Yun Suk-Young (Suwon, 13 de fevereiro de 1990) é um futebolista sul-coreano que atua como zagueiro. Atualmente, joga pelo Busan IPark.
Foi convocado à Copa do Mundo FIFA de 2014.